# Wireless USB
 (mars 2024).

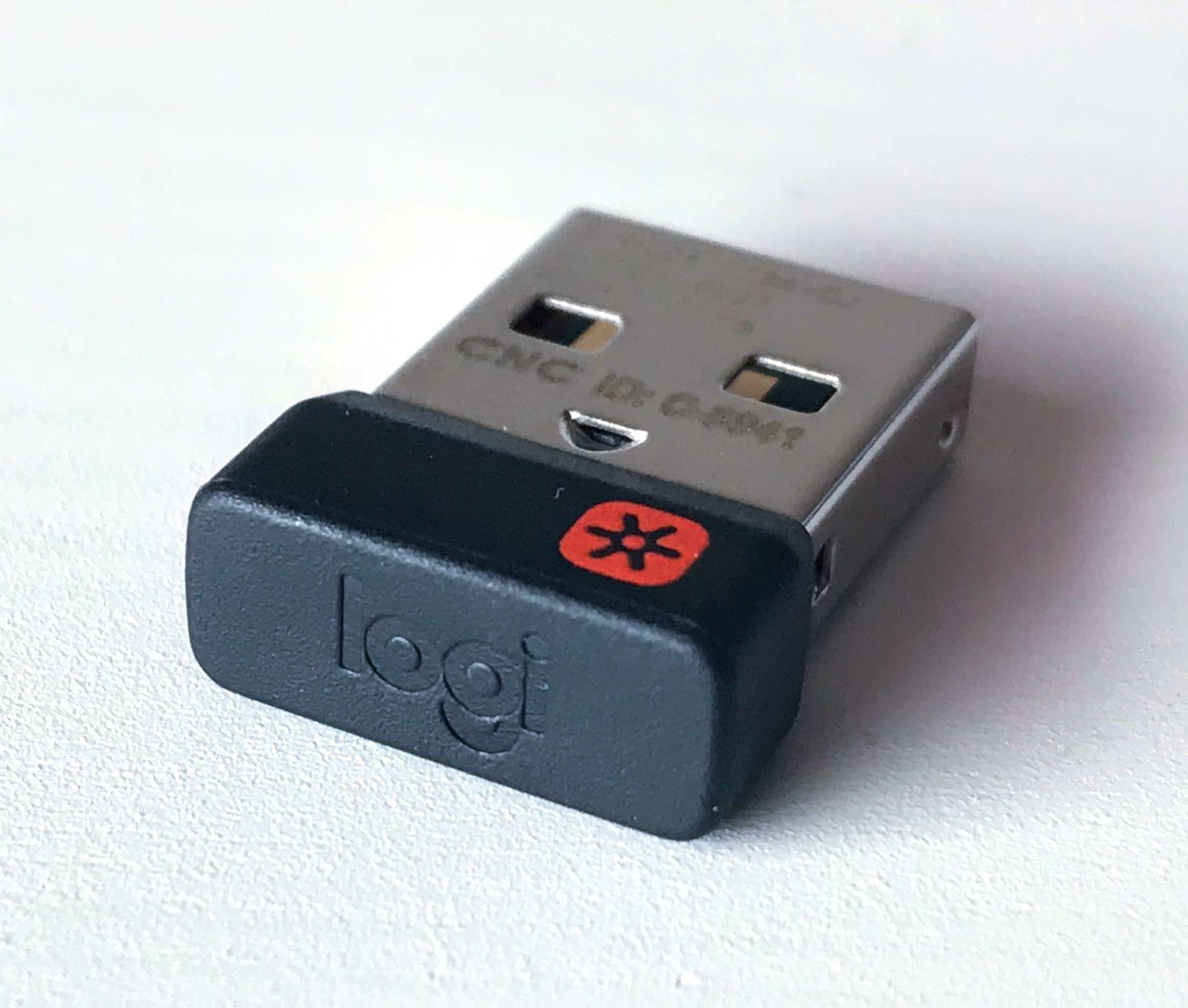
Receveur Wireless USB de chez Logitech

Le Wireless USB ou WUSB est une norme informatique de technique radio courte distance destinée à simplifier les connexions entre les appareils électroniques. Elle visait à compléter et à remplacer la norme USB par câble. Cependant, les industriels ont abandonné le projet les uns après les autres, pour se consacrer à l’USB 3.0.

## Caractéristiques
Le WUSB étend la portée maximale des échanges à 10 mètres contre 5 mètres en USB, avec toutefois des débits théoriques offerts décroissant en fonction de la distance : de 480 Mbit/s (60 Mio/s) dans un rayon de 3 mètres, ils chutent à 110 Mbit/s (13,75 Mio/s) dans un rayon de 10 mètres. L’accès aux données est chiffré à l’aide de l’algorithme AES sur 128 bits, considéré comme robuste. La norme WUSB ne perturbe pas les liaisons Wi-Fi ou Bluetooth à 2,4 GHz car elle repose sur une transmission radio à courte portée Ultra Wide Band (UWB). Ce type de modulation est plus sensible aux obstacles et exploite des fréquences de 3,1 à 10,6 GHz.
Il reprend les caractéristiques de l’USB comme le nombre maximal de périphériques : 127.

## Abandons successifs
En novembre 2008, WiQuest (en), principal fabricant de composants pour WUSB, annonce sa fermeture. Dans le même temps, Intel annonce son retrait du programme de développement. Ce dernier explique son abandon par des obstacles à la diffusion de la technique. 
Premièrement, la suppression du câble de transfert n’apporte pas toujours l’avantage propre au « sans-fil » escompté, car il faut toujours un câble pour l’alimentation. Ensuite, l’attribution des fréquences est également problématique. De plus, les débits de transfert ne sont pas à la hauteur. Dans un rayon de trois mètres, on annonce 480 Mbit/s et 110 Mbit/s dans un rayon de dix mètres. Or, lors du Computex 2007, des démonstrations stagnaient entre 30 et 50 Mbit/s (contre 5 Gbit/s pour l’USB 3.0).

## Sociétés ayant participé au développement du WUSB
- Agere Systems
- HP
- Intel (s’est retiré du projet en novembre 2008)
- Microsoft
- NEC
- Philips
- Samsung

## Les techniques concurrentes
- ANT
- Bluetooth
- KNX
- HomePlug
- IrDA
- INSTEON
- nanoNET
- OBEX
- RadioRa
- TinyOS
- Topdog
- Wi-Fi
- X10
- Z-ondulez
- ZigBee